# Галерија наивне уметности у Ковачици
Галерија наивне уметности у Ковачици изложбени је простор у коме своја дела излажу наивни сликари из Ковачице. Основана је 15. маја 1955. године у банатском граду Ковачица у Аутономној Покрајини Војводина. Спада у ред туристички најпосећенији објеката на подручју општине Ковачица, првенствено због слика сликарке Зузане Халупове и Мартина Јонаша. Годишње галерију посети између 16.000 и 20.000 туриста.

## Положај
Галерија се налази у Масариковој број 65, у наменском простору, у градском насељу Ковачица, и истоименој општини у Јужнобанатском округу, у коме је према попису из 2011. живело 6.259 становника. Удаљена је 10 km  од Падине, 31 km од Панчева, 55 km од Београда и око 35 km од Зрењанина.

## Историја
Галерија наивне уметности у Ковачици основана је 15. маја 1955. године, као Галерија сељака сликара, у оквиру Дома културе „3. октобар”. Тог дана наивни сликари Ковачице договорили су се да ће сваке године Галерији донирати по једну своју слику и на тај начин основати галеријси фонд слика. Истовремено се управа Дома културе у Ковачици обавезала да ће Галерији уступи простор на првом спрату своје зграде. Временом, постепено се сваке године све више увећавао фонд уметничких дела Галерије.
У почетку су у галерији приређиване изложбе, а када их није било излагане су слике из фонда галерије, што је све било на аматерском нивоу. Галерија је пословала само као секција Дома културе, без стручног особља. Седамдесетих година је успостављена сарадња са Народним музејом у Панчеву, који је имао стручњаке, историчаре уметности. Тада је почела галеријска обрада слика и уведена је матична књига слика.
Од јануара 2009. године галерија, која је добила свој посебан простор, послује као самостална установа. Данас галерија има сопствену зграду окружену атељеима наивних сликара и располаже фондом од 821 слика.

## Смештај намена и управљање
У оквиру пројекта општине Ковачица „Ризница туризма” 2014. године обновљена је фасада зграде, уређен изложбени простор у поткровљу и изграђен паркинг, а годину дана касније покривено је дворишта Галерије.
Најважнија намена Галерије огледа се у афирмацији ликовног живота војвођанских Словака, међу којима значајно место припада управо представницима „ковачичке школе” наивних сликара: Мартину Јонас, Зузани Халуповој, Јану Књазовицу, Мартину Палушком, Јану Соколу и Јану Вењарском. Захваљујући овим уметницима и њиховим следбеницима њиховог дела, као и ликовна уметност Словака у Војводини постала је позната и призната широм света.
Галеријом непосредно руководи директор, а орган управљања Галеријом је Управни одбор који у свом саставу има председника и шест чланова.

## Делатност галерије
Главна делатност Галерије, која је основана као ликовна, културно-уметничка установа, је трајно давање могућности посетиоцима да се увидом у збирку сликарских дела упознају са наивном уметношћу, односно наивном ликовном уметношћу и свим уметничким достигнућима уопште.
Поред изложбене делатности, сталне поставке, установа обавља и следеће послове:
- Организује повремене изложбе свог материјала у својим просторијама, као и у другим местима у Србији и иностранству. Међу повременим изложбама најзначајнија је; традиционална изложба слика „Ковачички октобар”.[2]
- Организује повремене репрезентативне поставке и самосталне изложбе чланова и гостујућих сродних удружења наиве из Србије и иностранства.[2]
- Издаје публикације и каталоге, књиге и репродукције о својој делатности
- Организује предавања, семинаре, скупове и друге облике деловања, који доприносе коришћењу галеријског материјала за унапређењу ликовне културе
- Организује изложбе фотодокументације и архивске грађе везане за ликовну уметност.

Галерија поред сталне поставке слика део простора има намењен и за различите културне активности. У њој се организују различити културни догађаји, међу којима је најзначајније; традиционална изложба слика „Ковачички октобар”, репрезентативне поставке и самосталне изложбе чланова и гостујућих сродних удружења наиве из Србије и окружења.
У сталној поставци галерије поред слика маногобројних уметника Ковачице и околине, централно место заузимају; стална поставка 31 слика (уља на платну), Зузане Халупове (1925—2001), део њене заоставштине (штафелај, дипломе) и биста, као и стална поставка Мартина Јонаша (1924—1996), коју чини 28 уља на платну.

## Сликари родоначелници Галерије

### Мартин Палушка (Ковачица, 1913—1984)
Завршио је шест разреда основне школе и трогодишњу занатску школу. По занимању је био машин-бравар, дуги низ година је радио у млину. Почео је да слика 1923 године, инспирисан природним лепотама и словачким фолклором.
За више од пола века насликао је 630 слика у уљу. Излагао је на свим Ковачичким октобрима од 1952. до 1985. године. За остварења у сфери уметности додељена су му следећа признања: Плакета ССРН Војводине за постигнуте резултате и значајне успехе у раду ССРН Војводине у изградњи самоуправног социалистичког друштва (1981). Златна плакета МКССРНВ у Ковачици поводом изложбе 30. Ковачичког октобра.

### Јан Сокол (Ковачица, 1909—1982)
Завршио је пет разреда основне школе у родној Ковачици. Живео је као земљорадник. Почео је да слика у својој дванаестој години. На почетку је радио пастеле, касније и аквареле а од 1939, на предлог Палушке, почео је сликати уљаним бојама.
Сокол је пресликавао репродукције мало познатих европских сликара.Највише су га привлачили мотиви, којих у Банату нема: гондоли, замкови, дивље животиње... Његово прво оригинално дело била је „Ковачичка црква“, насликана 1947. године.
Учествовао је на колективним изложбама у Лондону,Сао Паулу, Риму, Амстердаму, Њујорку, Ротердаму, Фиренци, Бечу, Венецији, Калтанисетеу. Од 1952. до 1982. године, такође учествује на свим изложбама „Ковачичког октобра”.
Михал Биреш (Ковачица 1912-1981)
Завршио је четири разреда основне школе. Бавио се земљорадњом. Заинтресовао се за сликарство у тридесетим годинама живота, инспирисан радовима Мартина Палушке и Јана Сокола. Сликао је сеоске пејзаже, сцене из свакодневног живота, портрете. Био је члан Галерије наивне уметности а сарађивао је са Галеријом самоуких ликовних уметника у Јагодини, у којој је имао прву самосталну изложбу 1974. Године. Често је своје радове излагао колективно у земљи и иностранству. Редовно је излагао на изложбама у оквиру манифестације „Ковачички октобар“.

### Владимир Бобош (Ковачица, 1906—1978)
Рођен је у Ковачици. Завршио је гимназију у Мађарској и трговачку академију у тадашњој Чехословачкој. Пензионисан је као банкарски службеник. Од 1918. године је израђивао гоблене и сликао.
Једно време је живео у Шиду. Ту се упознао са Савом Шумановићем који је покушао да га наговори да престане са копирањем фотографија, али му то није пошло за руком. На Ковачичком октобру је повремено излагао од 1952. до 1967. Самостално је излагао 1960. године у Озрену. Учествовао је на колективним изложбама у Братислави, Брну, Мартину, Новом Саду.

### Јан Гарај (Ковачица, 1930—2003)
Рођен је у Ковачици. Завршио је четири разреда основне школе и два разреда грађанске школе. Радио је као земљорадник и неквалификовани грађевински радник у Београду и Немачкој. По његовим речима 1955. године је случајно посетио изложбу слика што га је подстакло да се заинтресује за сликање.
Уз помоћ комшије Књазовица покушавао је да и сам нешто наслика.
За њега су говорили да је најаутентичнији сликар наиве међу Ковачичанима. Његова дела пуна су истинског набоја, понекад носе сирову снагу. Гарај сеоски живот не идеализује, већ приказује тежак мукотрпан рад. Такав живот представља тешким, помало грубим ликовним изразом који је у складу са животом који представља. По правилу његове слике немају просторну илузију, позадину чине две обојене површине без тонске изнијансираности. Међутим пажњу привлачи управо искреном аутентичношћу ликовног израза. Насликао је преко три стотине слика.
Прву изложбу је имао 1960. године на минифестацији „Ковачички октобар”. Повремено је учествовао на колективним изложбама у земљи и иностранству.

### Јан Књазовиц (Ковачица, 1925—1985)
Јан Књазовиц припада групи најзначанијих представника наивног сликарства у Ковачици. Био је најоригиналнији и најхрабрији сликар ковачичке наиве, који се није устручавао да у потпуности изрази своју богату машту и да надмаши природну тенденцију наивног сликара, да што убедљивије имитира реалност. Јан Књазовиц је у току сликања толико престилизовао са уметничком намером имитиране мотиве, да је у потпуности изградио свој аутентични и јединствени ликовни свет. Такође се није устручавао да користи и боје на основу њихове унутрашње, емотивне вредности а не на основу миметичких принципа, што значи да насликане животиње, лишће на дрвећу или само дрвеће могли су да буду например плави или рози. Јан Књазовиц био је сликар ноћи иако је сликао и сцене које приказују живот у току дана. Под маском његових "ултрамаринских ноћи" одигравао се весео живот на селу чудесног ликовног света.
Слике Јана Књазовица делују скроз површно. На дводимензијалном тамном простору слике Јан Књазовиц линеарно је усклађивао сеоске куће, дрвеће, цвеће, животиње и људе и показивао је склоност према композиционом умножавању истих или сличних мотива. Његов јако изражен смисао за симетрију на композиционој површини слике даје им јединствену уређеност и неку врсту онеиричног надахнућа.

### Јан Вењарски (Ковачица, 1928—1985)
Завршио је четири разреда основне школе. Живео је од земљорадње, до краја свог живота.
Прве сликарске кораке је направио у војсци у зидним новинама. Био је заљубљеник у природи а коњи су били први и најчешћи мотив на његовим сликама.
На својих 830 слика верно је сачувао фолклорне елементе и свечане тренутке сеоског колектива.
Излагао је на Ковачичким октобрима, од како је почео да слика (1954-1985). Највредније признање доделила му је МК ССРНВ у Ковачици, поводом 30. Ковачичког октобра – Сребрну плакету.

### Ондреј Вењарски (Ковачица, 1930—2019)
Рођен је у Ковачици. Завршио је шест разреда основне школе и трогодишњи курс за пољопривреднике. Бавио се земљорадњом. Почео је да слика у војсци. Уљаним бојама је сликао од 1959. године, јер раније није имао могућности да их набави. Тада је и ступио у ковачичку ликовну секцију.
Омиљене теме су му жетвени радови и бели, доброћудни бикови. Од 1962. године сарађивао је са Галеријом самоуких ликовних уметника у Јагодини. Учествовао је на бројним колективним изложбама у свим крајевима земље и света. Први пут је излагао 1960. године на манифестацији „Ковачички октобар“.

### Мартин Јонаш (Ковачица, 1924—1996)
Мартин Јонаш спада међу најистакнутије личности светског наивног сликарства. Рођен је 1924. године у Ковачици, где је завршио основну школу и провео читав свој радни и животни век, највећим делом као пољопривредник и уметник. Био је водећа личност ковачичког наивног сликарства и један од оснивача Галерије наивне уметности у Ковачици. Почео је да слика у двадесетпрвој години и први пут је излагао у Ковачици. Током свог плодног и активног уметничког рада, излагао је на више од 450 самосталних и колективних изложби. Био је добитник високих међународних уметничких признања и примио кључеве неколико европских градова. Поред Салвадора Далија и Рената Гатуса добитник је златне медаље на великој међународној изложби цртежа у Италији, 1978. године.
Све је почело још када сам био мали дечак, стално сам се сакривао испод очевог великог стола. У породичној кући слушао сам разговоре о тешком раду, видео глад и лошу жетву – али сам много научио и о значају среће. Била је то моја школа (...) добро се сећам тих тешких дланова, како висе испод стола и одмарају. Видим их и дан-данас и стално их сликам.
Кућа Мартина Јонаша је својеврстан документ о животу овог уметника – зидови собе, у којој је сликао прекривене су фотографијама, медаљама и дипломама. Полице препуне стручне литературе, фасцикле са обимном коресподенцијом, часописи и новине из целог света са репортажама о уметнику - драгоцен архив чланака и фотографија. Ту је и збирка слика, историјских докумената, књига и старих периодичних издања везаних за историју словачке заједнице у Војводини. Изванредна је и збирка Јонашових слика у Галерији наивне уметности у Ковачици.
Јасно, без сувишних детаља, на својим сликама желим да прикажем да су два и два четири. Какви су заправо живот и рад, љубав и смрт, радост и бол.... Користим скраћенице, прескачем све оно небитно. Платно односно цртеж мора да одише једноставношћу ликовног израза чак и оних најсложенијих појава и ситуација.
Јонаш је својом уметничком филозофијом и снагом своје специфичне и богате сликарске имагинације изградио јединствен стил и ван граница наивне уметности. Главни мотиви на његовим сликама су људи, сељаци са великим радничким рукама и тешким ногама, са малом гротескно изгледајућом главом, у сценографији са словачким кућицама и пољима. То је својеврсно Јонашово представљање суштине живота. Карактеристична хроника тешког сељачког живота осликана личним животним искуствима самог аутора.
Мартин Јонаш преминуо је 1996. године у Ковачици, где је и сахрањен на месном гробљу. Те исте године, уз подршку Матице словачке, у његову част откривена је спомен плоча на његовој кући.
Њене слике са својим колоритом јарких и упечатљивих боја зраче ведрином и оптимизмом. Штампане су бројне публикације и снимљени документарни филмови о животу Зузане Халупове.

### Ондреј Пилх (Остојићево, 1938—Панчево, 1992)
Рођен је у Остојићеву. По занимању је био машинбравар. Живео је у Новом Саду и Панчеву. Прву слику је насликао 1972. године. Био је члан Галерије наивне уметности у Ковачици од 1974. године. Учествовао је на више самосталних и колективних изложби у земљи и иностранству.
Основне карактеристике стваралаштва: познат и препознатљив је по својим темама, наиме, у његовом стваралаштву налазимо искључиво теме рибарења, односно пецања, приказане у јарко црвеном тоналитету.

### Јан Стракушек (Ковачица, 1926—2014)
Рођен је у Ковачици. Завршио је пет разреда основне школе. До Другог светског рата био је слуга у имућних сељака, а након окупације одведен је на принудни рад у село насељено претежно подунавским Немцима. Године 1944. ступио је у Народноослободилачку војску где је заслужио медаљу за храброст.
Након рата је завршио шестомесечни зидарски курс у Ковачици, а касније два разреда средње зидарске школе, и тиме стекао диплому грађевинског руководиоца. Радио је у разним грађевинским предузећима, а и као самостални зидарски мајстор.
Свој таленат је открио током служења војног рока, осликавао је зидне четне новине. Изложба коју су организовале његове комшије 1952. године на њега је оставила снажан утисак. Тада је одлучио да и сам почне озбиљније да се бави сликарством. Дуго је тражио сопствени израз. Често је покушавао да имитира школоване сликаре и тиме се приближавао градским аматерима несамосталног израза. Ипак успео је да превазиђе овакав начин рада и створи оригинално дело.
Поред уобичајне сеоске тематике сликао је портрете, али и призоре из Другог светског рата. Фигуре слика као да су укочене, а њихова лица портретише.
Учествовао је на бројним групним изложбама, на пример у Лондону, Единбургу, Бечу, Торину, Брну, Братислави. Учествовао је на готово свим изложбама Ковачичког октобра.

### Павел Лацко (Ковачица, 1927—1976)
Рођен је 1927. године у Ковачици. Завршио је шест разреда основне школе у Ковачици и три разреда гимназије у Панчеву. Радио је као службеник. Живео је и радио у Ковачици. Умро је 1976. године. Члан Галерије наивне уметности од 1964. године.
Сликарске технике: уље на платну
Теме и мотиви: жанр мотив, портрет
Основне карактеристике стваралаштва: сликајући жанр мотиве, своје стрваралаштво везује за приказе живота на селу, али његов сликарски век је био кратак.
У фонду ГНУ има 2 слике.
- Родоначелници наивне уметности у Ковачици

## Савремени наивни сликари, чланови Галерије
Галерија наивне уметности из Ковачице данас броји 27 чланова, који почев од најмлађег роађеног 1981. до најстаријег рођеног 1935. године, активно учествује у раду Галерије и на свим манифестацијам у њеној организацији.

### Михал Поволни
Рођен је 1935. године у Падини. Завршио је пет разреда основне школе у Падини. Бави се пољопривредом. Живи и ствара у Падини. Члан Галерије наивне уметности од 1971. године. Сликарске технике: уље на платну, цртеж.
Теме и мотиви: жанр мотив, портрет, пејзаж, анималистички мотиви, мртва природа. Основне карактеристике стваралаштва: валерским односима, рафинисаним и лирским колоритом, сликар нам маестрално дочарава крајолик равнице, са неизбежним ветрењачама и бундевама као лајт мотивом. У фонду ГНУ има 16 слика.

### Јан Бачур
Рођен је 1937. године у Падини. Завршио је четири разреда основне школе у Падини, малу матуру у Ковачици, а средњу управну школу у Београду. Радио је као службеник. Сада је у пензији Живи и ствара у Падини. Члан Галерије наивне уметности је од 1985. године.
Сликарске технике: уље на платну, цртеж. Теме и мотиви: жанр мотив, портрет, ведута, пејзаж.
Основне карактеристике стваралаштва: слика некадашњи изглед Падине, и зато га називају истинским хроничарем живота у Падини; један је од ретких сликара, који у свом стваралачком опусу гаји портрет. У фонду ГНУ има 30 слика.

### Алжбета Чижикова
Рођена је 1936. године у Ковачици. Основну школу је завршила у Ковачици, а средњу управну школу у Панчеву. Радила је као службеник. Сада је у пензији. Живи и ствара у Ковачици. Члан Галерије наивне уметности од 1954. године.
Сликарске технике: уље на платну, цртеж, пастел. Теме и мотиви: жанр мотив, портет, ведута, пејзаж. Основне карактеристике стваралаштва: прва жена наивна сликарка у старој Југославији; на њеним пејзажи-ма и жанр мотивима веома често срећемо сунцокрете као лајт мотив, традиција и обичаји њеног национа чине основни предмет њене сликарске иконографије. У фонду ГНУ има 27 слика.

### Катарина Карљечикова Северини
Рођена је 1937. године у Ковачици. Завршила је шест разреда основне школе у Ковачици, а после још два у Београду. Средњу економску школу завршила је у Београду. Радила као службеник. Сада је у пензији. Живи и ствара у Ковачици. Члан Галерије наивне уметности од 1981. године.
Сликарске технике: уље на платну, цртеж, акварел, примењена уметност. Теме и мотиви: жанр мотив, ведута, пејзаж, ентеријер, фигура. Основне карактеристике стваралаштва: јединствену црту њеног стваралаштва чине приказе сенки, у свом опусу пролазила је кроз неколико фаза, сликајући актере у природној средини или, пак, само на црвеној позадини. У фонду ГНУ има 32 слике.

### Ева Хусарикова
Рођена је 1942. године у Ковачици. Основну школу завршила је у Ковачици. Бави се искључиво сликарством. Живи и ствара у Ковачици. Члан Галерије наивне уметности од 1969. године.
Сликарске технике: уље на платну, цртеж, пастел. Теме и мотиви: жанр мотив, пејзаж, мртва природа, ентеријер, библијска тематика. Основне карактеристике стваралаштва: богат опус њеног стваралаштва чини разноликост тема и мотива, које везује за словачки етнос, предмет њеног интересовања веома често су религиозни мотиви, као и прикази чаробних зимских ноћи, дрво јабуке појављује се као лајт мотов на њеним композицијама. У фонду ГНУ има 34 слике.

### Павел Хајко
Рођен је 1952. године у Ковачици. Основну школу завршио је у Ковачици. Касније је изучио столарски занат. Радио је у низу предузећа, да би се од 1992. године посветио искључиво сликарству. Живи и ствара у Ковачици. Члан Галерије наивне уметности од 1981. године.
Сликарске технике: уље на платну, цртеж, уље на стаклу. Теме и мотиви: жанр мотив, портрет, пејзаж, анималистички мотиви. Основне карактеристике стваралаштва: у својој сликарској иконографији он је пролазио кроз неколико фаза стварања, сликајући борбу лисице и петла, у другој фази на његовим платнима доминирао је еротски набој, петао се искристалисао као примарни лајтмотив у свој лепоти шароликости боја. У фонду ГНУ има 22 слике.

### Павел Цицка
Рођен је 1961. године у Ковачици. Основну школу завршио је у Ковачици, а средњу пољопривредно-машинску школу у Панчеву. Радио је у пољопривредној задрузи. Од 1999. године бави се искључиво сликарством. Живи и ствара у Ковачици. Члан Галерије наивне уметности од 1986. године.
Сликарске технике: уље на платну, пастел, цртеж. Теме и мотиви: жанр мотив, пејзаж, анималистички мотиви. Основне карактеристике стваралаштва: у свом ликовном опусу прошао је кроз неколико фаза, на особен начин приказује коња као самосталан мотив; сада га окупирају теме пецања у идиличном амбијенту, обојене само њему своственим колоритом. У фонду ГНУ има 27 слика.

### Деса Петров Морар
Рођена је 1946. године у Сефкерину. Основну школу завршила је  у Сефкерину. Радила је као неговатељица у предшколској установи у Панчеву. Сада је у пензији. Живи и ствара у Панчеву. Члан Галерије наивне уметности од 1993. године.
Сликарске технике: уље на платну, цртеж, акварел, скулптуре од глине. Теме и мотиви: жанр мотив, портрет, надреалистичке теме. Основне карактеристике стваралаштва: традицију, обичаје, веровања, црквене обреде српског живља на просторима Баната са сетом, љубављу, а надасве верно приказује на својим композиционим шемама. У фонду ГНУ има 19 слика.

### Розалија Марков
Рођена је 1956. године у Старом Лецу. Основну школу завршила је у Старом Лецу, средњу медицинску школу у Зрењанину, а Вишу медицинску школу у Београду. Радила је као виша медицинска сестра у болници у Зрењанину. Сада је у пензији. Живела је и стварала у Арацу. Преминула је 2020. године.Члан Галерије наивне уметности од 1999. године.
Сликарске технике: уље на платну, цртеж, уље на стаклу, акварел. Теме и мотиви: жанр мотив, ентеријер, пејзаж. Основне карактеристике стваралаштва: свакидашњица сеоског живота смештена је у ентеријер или пејзажни простор, осмишљена композиција, пуна актера и детаља, ведар и жив колорит, њеним платнима дају посебну блиставост, путем којих се чита радост живљења. У фонду ГНУ има 18 слика.

### Зузана Верески
Рођена је 1955. године у Падини. Основну школу завршила је у Падини, а средњу трговачку школу у Панчеву. Бави се искључиво сликарством. Живи и ствара у Ковачици. Члан Галерије наивне уметности од 1986. године.
Сликарске технике: уље на платну, цртеж, акрилик, пастел, примењена уметност. Теме и мотиви: жанр мотив, портрет, ведута, ентеријер, мртва природа, фигура
Основне карактеристике стваралаштва: једна од најплоднијих и најсвестранијих сликарки наивне уметности данашњице; за лајт мотив свог стваралаштва изабрала је цвеће, тачније булке и маргарете, а од животињ-ског света ту су гусани и црни мачор; звучним колоритом преноси сву лепоту словачког фолклора.
У фонду ГНУ има 28 слика.

### Ана Књазовиц Мијаиловић
Рођена је 1950. године у Ковачици. Основну школу и средњу економску школу завршила је у Ковачици, а Факултет политичких наука у Београду. Радила је као друштвено-политички радник у Ковачици, била је директор и главни и одговорни уредник Радио Ковачице и Радио Ђаковице (Косово). Од 1994. године посветила се искључиво сликарству. Сада је у пензији. Живи и ствара у Ковачици. Члан Галерије наивне уметности од 2000. године.
Сликарске технике: уље на платну. Теме и мотиви: жанр мотив, амималистички мотиви. Основне карактеристике стваралаштва: у њеном стваралаштву најзаступљенији су коњи, прикази ноћи са наглашеним месецом; дух Књазовица као породична црта њиховог стилског израза је препознатљив, али ипак њено стваралштво у себи носи једну особену и јединствену ноту својствену само њеном сликарском рукопису. У фонду ГНУ има 9 слика.

### Јан Глозик
Рођен је 1957. године у Ковачици. Основну школу завршио је у Ковачици, а после тога школу за квалификоване раднике у саобраћају. Радио је у неколико предузећа, а од 1997. године бави се искључиво сликарством. Живи и ствара у Ковачици. Члан Галерије наивне уметности од 1989. године.
Сликарске технике: уље на платну, цртеж, уље на стаклу, пастел. Теме и мотиви: жанр мотив, пејзаж. Основне карактеристике стваралаштва: његово стваралаштво карактерише специфичан начин приказа сељака, приказује га веома једноставно, током радова у пољу, као музичара; прави је мајстор монументалних композиција са осмишљеним колоритом. У фонду ГНУ има 17 слика.

### Драго Терзић
Рођен је 1956. године у Пљевљима (Црна Гора). Основну школу и средњу економску школу завршио је у Пљевљима (Црна Гора), Вишу управну школу у Сарајеву (Босна и Херцеговина), а Економски факултет у Новом Саду. Ради као директор Републичког фонда за здравствено осигурање, филијала Панчево. Живи и ствара у Опову. Члан Галерије наивне уметности од 2000. године.
Сликарске технике: уље на платну, уље на стаклу. Теме и мотиви: жанр мотив, пејзаж, мртва природа. Основне карактеристике стваралаштва: прави је мајстор сликања уља на стаклу, лепоту бескрајне равнице овековечује на својим делима, сједињујући је понекад са планинама родног краја или синтетизујући пејзаж са мртвом природом, односно икебаном, по којој је постао препознатљив. У фонду ГНУ има 8 слика.

### Ана Ленхартова
Рођена је 1952. године у Ковачици.Основну школу завршила је у Ковачици. Живи и ствара у Ковачици. Члан Галерије наивне уметности од 2008. године.
Сликарске технике: интарзије. Теме и мотиви: жанр мотив, мртва природа, пејзаж. Основне карактеристике стваралаштва: препознатљива је пре свега по сликарској техници, наиме једина од чланова Галеије бави израдом интарзија, вешто и са лакоћом, од фурнира ствара своје композиције, на којима доминира сеоска идила. У фонду ГНУ има 11 слика.

### Јозеф Хавјар
Рођен је 1956. године у Ковачици. Основну школу завршио је у Ковачици, а  средњу машинску школу у Панчеву. Био је у радном односу, али од 2005. године бави се искључиво сликарством. Живи и ствара у Ковачици. Члан Галерије наивне уметности  од 1998. године.
Сликарске технике: уље на платну, цртеж. Теме и мотиви: жанр мотив, пејзаж, мртва природа, анималистички мотиви. Основне карактеристике стваралаштва: инспирацију за своја платна црпи управо из равнице у којој је рођен; почетнички период сликања равничарских пејзажа убрзо је заменио сликањем анималистичких мотива, највише крава, која постају његов лајт мотив; препознатљив је по приказу чаролије зиме. У фонду ГНУ има 14 слика.

### Штефан Варга
Рођен је 1959. године у Ковачици. Завршио је основну школу у Ковачици, а гимназију у Мостару. Ради као службеник. Живи и ствара у Ковачици. Члан Галерије наивне уметности од 1999. године.
Сликарске технике: уље на платну, цртеж. Теме и мотиви: жанр мотив, ведута, пејзаж. Основне карактеристике стваралаштва: са његових слика која су сећања на давне дане, али и плодови његове маште, чита се радост живљења, оне су обојене посебном ведрином и хумором, која је својствена самом уметнику. У фонду ГНУ има 10 слика.

### Марија Варгова
Рођена је 1954. године у Ковачици. Основну школу и гимназију завршила је у Ковачици. Радила је као службеник. Сада је у пензији. Живи и ствара у Ковачици.
Члан Галерије наивне уметности од 1993. године.
Сликарске технике: уље на платну, цртеж. Теме и мотиви: жанр мотив, фигура. Основне карактеристике стваралаштва: витке и складне фигуре лепих црта лица, без наглашених фолклорних елемената, тренуци предаха, благ и нежан колорит, јесу основни сликарски постулати у њеном стваралаштву. У фонду ГНУ има 16 слика.

### Јурај Лаврош
Рођен је 1963. године у Падини. Завршио је основну школу у Падини, а касније тесарски и куварски курс. Радио је на грађевини, од 2013. године бави се искључиво сликарством. Живи и ствара у Падини. Члан Галерије наивне уметности од 1995. године.
Сликарске технике: уље на платну, цртеж. Теме и мотиви: жанр мотив, пејзаж. Основне карактеристике стваралаштва: бајковити пејзажи банатске равнице са специфичним приказима растиња и несташним гусаном као лајт мотивом на платнима представљају основну карактеристику његовог стваралаштва. У фонду ГНУ има 8 слика.

### Павел Љаврош
Рођен је 1958. године у Падини. Основну школу завршио је у Падини. Похађао је гимназију у Ковачици, али је није завршио. Радио је као радник у шећерани, а од 1993. године бави се искљућчиво сликарством. Живи и ствара у Падини. Члан Галерије наивне уметности од 1995. године.
Сликарске технике: уље на платну, цртеж. Теме и мотиви: жанр мотив, пејзаж, мртва природа, анималистички мотиви. Основне карактеристике стваралаштва: надреалне и фантастичне пределе маестрално преноси на платно, сједињујући их са жанром или животињским мотивом; његов намаз у себи носи особену префињеност и лирику. У фонду ГНУ има 4 слике.

### Марија Хлавати
Рођена је 1975. године у Панчеву. Основну школу завршила је у Падини, после тога средњу економску школу у Бихаћу (Босна и Херцеговина). Бави се искључиво сликарством. Живи и ствара у Ковачици. Члан Галерије наивне уметности од 2013. године.
Сликарске технике: уље на платну, пастел, примењена уметност. Теме и мотиви: жанр мотив, пејзаж. Основне карактеристике стваралаштва: на њеним платнима влада једна мирна идила, својствена правим бајкама, на особен начин приказује растиње, људске фигуре одишу лепотом, приказане су пропорционално са правилним цртама лица; веома често, такорећи као лајт мотив на њеним композицијама доминира сунцокрет. У фонду ГНУ има 5 слика.
Јано Жолнај
Рођен је 1953. године у Ковачици. Основну школу завршио је у Ковачици, а средњу саобраћајну у Титограду (садашња Подгорица, Црна Гора). Радио је као војно лице. Сада је у пензији. Живи и ствара у Ковачици. Члан Галерије наивне уметности од 2008. године.
Сликарске технике: уље на платну, цртеж. Теме и мотиви: жанр мотив, ведута, пејзаж. Основне карактеристике стваралаштва: словачку традицију, фолклор и обичаје, преноси на платно путем веома истанчаног осећаја за колорит, са јасно препознатљивим приказом дрвећа и растиња, као и специфичним начином приказивања архитектуре. У фонду ГНУ има 9 слика.

### Нада Корењ
Рођена је 1964. године у Ковачици. Основну школу и средње усмерено образовање, културолошки смер завршила је у Ковачици. Живи и ствара у Ковачици. Члан Галерије наивне уметности од 2008. године.
Сликарске технике: уље на платну. Теме и мотиви: жанр мотив, пејзаж. Основне карактеристике стваралаштва: прикази зима и коњских запрега јесу одлика њеног стваралаштва, трудећи се да сцену прикаже што верније, бојама преузетим из природе. У фонду ГНУ има 4 слике.

### Мартин Пап
Рођен је 1960. године у Падини. Основну школу завршио је у Падини. Био је у радном односу, а од 1996. године бави се искључиво сликарством. Живи и ствара у Падини. Члан Галерије наивне уметности од 2013. године.
Сликарске технике: уље на платну, цртеж. Теме и мотиви: жанр мотив, портрет, пејзаж. Основне карактеристике стваралаштва: препознатљив је по контурним линијама и специфичном приказу дрвећа, предимензиониране тикве, бундеве и кукурузи, као симболи плодности равнице, напукле амфоре, специфични, али уверљиви портрети познатих личности чине окосницу његовог стваралаштва. У фонду ГНУ има 4 слике.

### Ана Котвашова
Рођена је 1955. године у Падини. Основну школу завршила је у Падини. Живи и ствара у Падини. Члан Галерије наивне уметности од 2013. године.
Сликарске технике: уље на платну, примењена уметност. Теме и мотиви: жанр мотив. Основне карактеристике стваралаштва: лајт мотив њеног стварлаштва су ћурани, али веома често на њеним композицијама срећемо приказе бундева и сунцокрета; остала је верна приказу фолклорног жанра. У фонду ГНУ има 5 слика.

### Павел Поволни Јухас
Рођен је 1946. године у Падини. Основну школу завршио је у Падини, а други степен средње пољопривредне школе у Панчеву. Бави се пољопривредом и живинарством. Живи и ствара у Падини. Члан Галерије наивне уметности од 2013. године.
Сликарске технике: уље на платну, цртеж, акрил. Теме и мотиви: жанр мотив, ентеријер. Основне карактеристике стваралаштва: предмет његовог ликовног интересовања превасходно је грожђе, вино, виногради, вински подруми обасјани светлошћу, коју уметник веома вешто приказује на својим платнима. У фонду ГНУ има 5 слика.

### Марина Петрикова
Рођена је 1981. године у Билећи (Босна и Херцеговина). Основну школу завршила је у Ковачици, а кројачки занат изучила је у Панчеву. Живи и ствара у Ковачици. Члан Галерије наивне уметности од 2013. године.
Сликарске технике: уље на платну, цртеж, пастел. Теме и мотиви: жанр мотив, пејзаж, фигуре, ентеријер. Основне карактеристике стваралаштва: рурална средина, традиција и обичаји, некадашњег живљења предака, јесте тематика која највише окупира и инспирише сликарку, при чему се она не удаљава од фолклора. У фонду ГНУ има 6 слика.

### Весна Хрћан
Рођена је у Панчеву 1968 године. Живела је у Ковачици, где је и завршила основну и средњу школу. Преминула је 2018. године. Чланица Галерије наивне уметности је била од 2017. године.
Сликарске технике: уље на платну, графика, осликавање керамике и употребних предмета. Теме и мотиви: женске фигуре у покрету, имагинација. У фонду ГНУ има 2 слике.

### Наташа Књазавиц Куцеј
Наташа Књазовиц је рођена 26. маја 1977. године. Завршила је Вишу политехничку школу и Факултет за трговину и банкарство. Од раног детињства живи у свету боја. Одрастајући поред двоје сликара, мајке Ане и деде Јана, стекла је љубав према наивној уметности. Наставља да слика и живи породични мото "човек само срцем добро види". Њен потпис су три срца. Од 2011 године живи у Словачкој.

### Марци Марков
Рођен је 1954. године у Панчеву. Основну школу завршио је у Падини а касније у Ади школу ученика у привреди. Радио је  у неколико предузећа, али од 1991. године почиње да се бави искључиво сликарством. Живео је и стварао у Падини. Умро је 2013. године. Члан Галерије наивне уметности  од 1985. године.
Сликарске технике: уље на платну, цртеж, уље на стаклу. Теме и мотиви: жанр мотив, пејзаж. Основне карактеристике стваралаштва: бунар као лајт мотив, лирски колорит, непрегледно пространство и лепота банатске равнице, јесу најзначајније карактеристике његовог уметничког стваралаштва. У фонду ГНУ има 15 слика.
- Савремени наивни сликари из Ковачице

## Признања
На Сретење 2017. године, поводом Дана државности, Галерија је одликована Орденом Карађорђеве звезде првог степена за нарочите заслуге у представљању Републике Србије, њених грађана и постигнуте резултате у области сликарства.

## Радно време
Радним данима Галерија ради од 8 до 16 часова, а викендом (субота и недеља) од 10 до 16 часова.